# Denkmalgeschützte Objekte im Okres Hlohovec

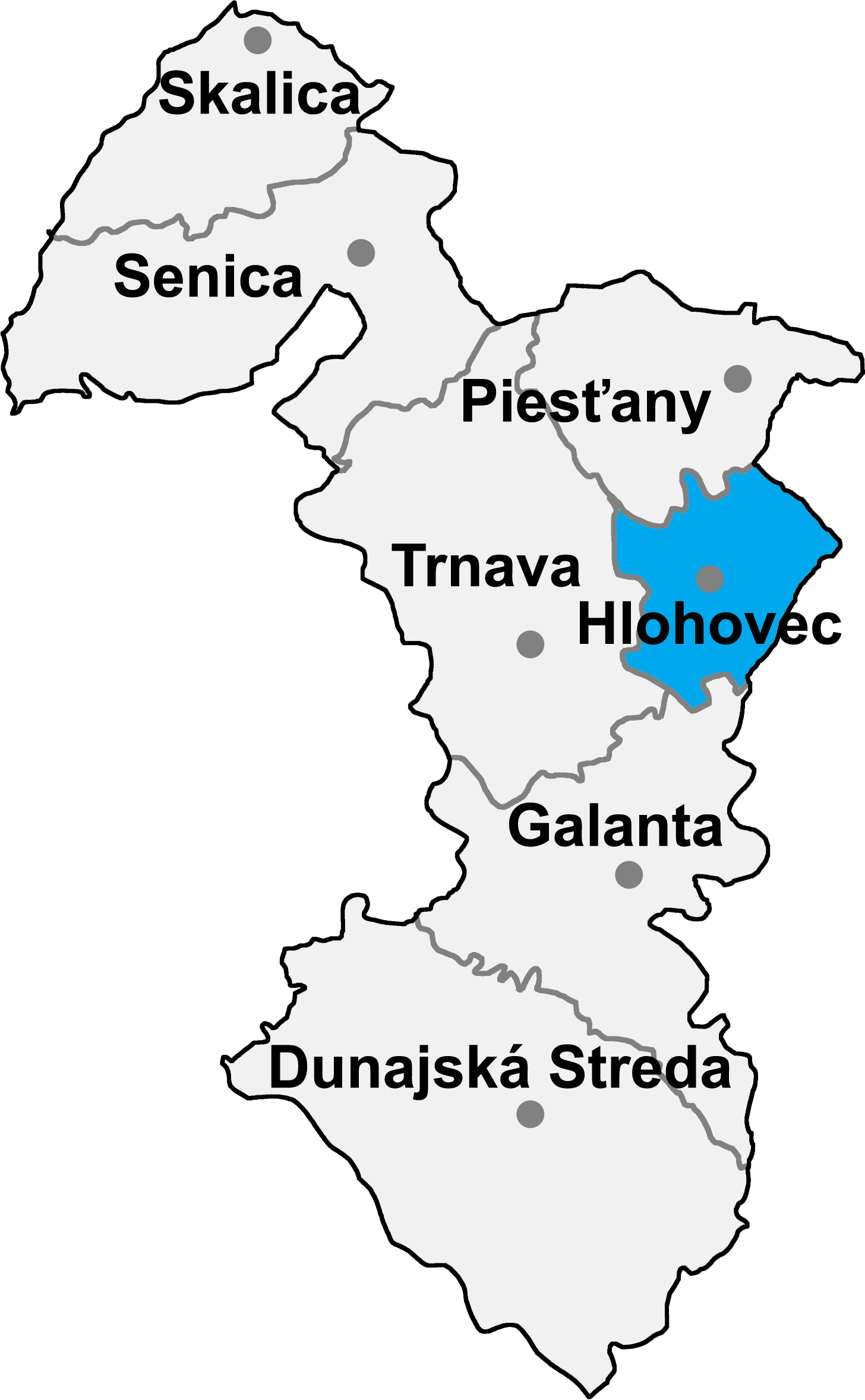

Im Okres Hlohovec bestehen 141 denkmalgeschützte Objekte. Die unten angeführte Liste führt zu den Gemeindelisten und gibt die Anzahl der Objekte an. In Gemeinden, die nicht verlinkt sind, existieren keine geschützten Objekte.
| Gemeindeliste                      | Objektanzahl |
| ---------------------------------- | ------------ |
| Bojničky                           | 0            |
| Červeník                           | 15           |
| Dolné Otrokovce (Unterotrokowitz)  | 0            |
| Dolné Trhovište (Unterwascharditz) | 2            |
| Dolné Zelenice (Unterzelenitz)     | 2            |
| Dvorníky                           | 1            |
| Hlohovec (Freistadt[l])            | 42           |
| Horné Otrokovce (Oberotrokowitz)   | 2            |
| Horné Trhovište (Oberwascharditz)  | 2            |
| Horné Zelenice (Oberzelenitz)      | 2            |
| Jalšové (Jalschowe)                | 1            |
| Kľačany (Klatzany)                 | 0            |
| Koplotovce                         | 9            |
| Leopoldov (Leopoldneustadtl)       | 14           |
| Madunice (Madunitze)               | 8            |
| Merašice (Meraschitz)              | 8            |
| Pastuchov                          | 2            |
| Ratkovce (Rattkowetz)              | 7            |
| Sasinkovo                          | 2            |
| Siladice (Siladitz)                | 23           |
| Tekolďany                          | 2            |
| Tepličky                           | 0            |
| Trakovice(Tarkowitz)               | 0            |
| Žlkovce                            | 1            |